# Squalodontidae
Squalodontidae je vyhynulá čeleď velkých ozubených kytovců, kteří se vyznačovali dlouhými úzkými čelistmi. Její zástupci žili v oligocénu a miocénu, největší rozmanitosti dosahovali během pozdního oligocénu až po raný a střední miocén před 28 až 15 miliony lety. Jejich fosilie se našly na všech kontinentech mimo Antarktidy.
Na základě kosmopolitní distribuce během miocénu a heterodontního chrupu je tato čeleď považována za bazální větev nadčeledi Platanistoidea. Squalodontidé byli poměrně velcí, o velikosti dnešních vorvaňovců (Mesoplodon). Stavba lebky poukazuje na přítomnost tzv. „melounu”, tukového ultrasonického reflektoru, což naznačuje, že využívali echolokaci.
Do čeledi jsou řazeny rody Squalodon, Kelloggia, Eosqualodon a Phoberodon, popsané na základě nálezů částečných nebo úplných lebek. Monofyletičnost čeledi je nejistá. Do čeledi je někdy řazen i rod Patriocetus.
Někteří zástupci čeledi byli popsáni na základě poměrně kompletních fosilií, ale většina byla popsána jen podle některých zubů. S největší pravděpodobností byli velmi vzdáleně příbuzní se současnými oceánskými delfíny, podle francouzského paleontologa Christiana de Muizona však vykazují největší spřízněnost s delfínovcem ganžským (Platanista gangetica).
Rod Squalodon poprvé popsal francouzský přírodovědec Jean-Pierre Sylvestre de Grateloup roku 1840. Na základě čelisti myslel, že jde o zástupce plazů, pozdější nálezy ukázaly, že se jedná o ozubenou velrybu. Zuby se podobají zástupcům prakytovců (Archaeoceti), přední řezáky mají kuželovitý tvar, zadní zuby jsou vroubkované. U současných ozubených je jednoduchý kuželovitý chrup atavistickým znakem.